# Guldbrynad klorofonia
Guldbrynad klorofonia (Chlorophonia callophrys) är en fågel i familjen finkar inom ordningen tättingar.

## Utseende och läte
Guldbrynad klorofonia är en liten och kompakt fågel med knubbig näbb. Både hanen och honan är limegröna med blå hjässa och gul buk. Hanen också har ett tydligt gult ögonbrynsstreck. Lätet består av en enkel rätt mörk vissling.

## Utbredning och systematik
Fågeln förekommer i bergsskogar i Costa Rica och västra Panama. Den behandlas som monotypisk, det vill säga att den inte delas in i några underarter.

## Levnadssätt
Guldbrynad klorofonia ses vanligen i par eller småflockar, ofta nära fruktbärande träd. Den födosöker på alla nivåer, men oftast i trädtaket.

### Familjetillhörighet
Tidigare behandlades släktena Euphonia och Chlorophonia som tangaror, men DNA-studier visar att de tillhör familjen finkar, där de tillsammans är systergrupp till alla övriga finkar bortsett från släktet Fringilla.

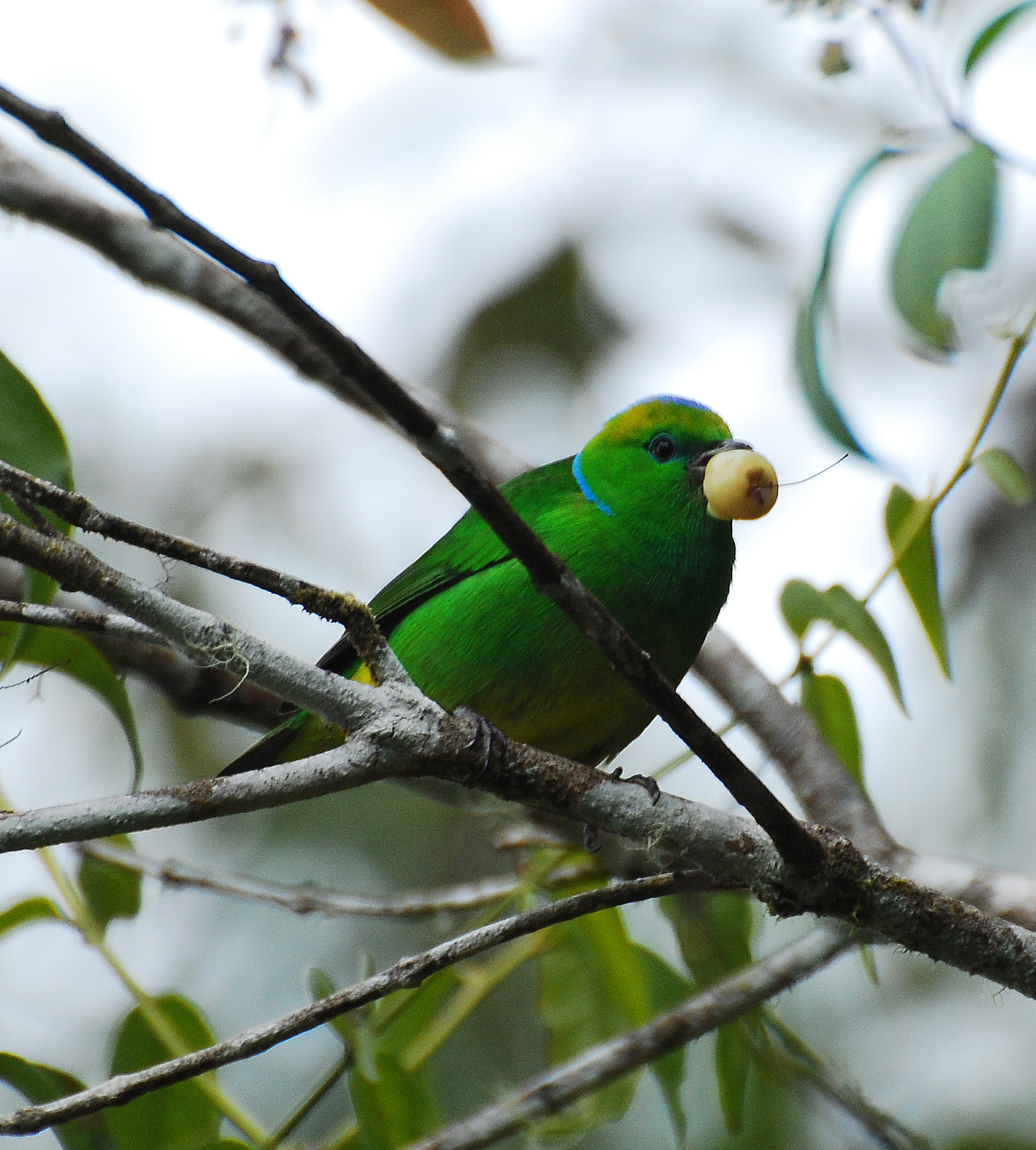

## Status och hot
Arten har ett rätt begränsat utbredningsområde och tros minska i antal, dock inte tillräckligt kraftigt för att den ska betraktas som hotad. Internationella naturvårdsunionen IUCN listar arten som livskraftig (LC). Beståndet uppskattas till i storleksordningen 50 000 till en halv miljon vuxna individer.